# Michael J. Kennedy
Michael Joseph Kennedy (n. 25 octombrie 1897 – d. 1 noiembrie 1949) a fost un om de afaceri și politician american. Kennedy a fost membru al Camerei Reprezentanților a Statelor Unite din partea statului New York între anii 1939 și 1943.
Născut în New York City în 1897, Kennedy a frecventat o școală parohială, Sacred Heart Parochial School, înainte de a deveni un membru al consiliului New York City Board of Elections în 1921. Ulterior, a fost numit în calitate de șerif al orașului în 1923 slujind în această funcție publică până în 1938, după care a devenit congresman al statului New York. În anul următor a intrat în domeniul asigurărilor, unde a rămas până la moartea sa accidentală. 
Michael J. Kennedy a fost ales pentru Camera Reprezentanților a Statelor Unite din partea Partidului Democrat în anul 1938 și a început primul său mandat de doi ani în ianuarie 1939. În această calitate a servit timp de două termene în Congresele al 76-lea și al 77-lea, dar nu a mai candidat la alegerile din anul 1942. 
În ziua de 1 noiembrie 1949, Kennedy a fost ucis în accidentul aviatic al zborului Eastern Airlines Flight 537 în Washington, D.C.. Resturile sale pământești au fost îngropate în cimitirul Gate of Heaven Cemetery din Hawthorne, statul New York.